# Prädikat (Grammatik)
Prädikat (von lateinisch praedicatum, Partizip zu praedicare „ausrufen, rühmen“), in der traditionellen Grammatik auch Satzaussage, bezeichnet in der deutschen Grammatik in der Regel den Kernbestandteil in einem Satz, von dem ergänzende Satzteile abhängen (die Satzglieder wie Subjekt, Objekt, Adverbial). Der Begriff Prädikat ist allerdings mehrdeutig, und es sind verschiedene Definitionen im Umlauf.
Ein Prädikat enthält meistens ein oder mehrere Verben, jedoch bezieht sich der Begriff Verb auf eine Wortart, hingegen Prädikat auf die grammatische Funktion, die Verben im Satz haben. Neben Verben können auch andere Wortarten beteiligt sein; in manchen Sprachen ist das Auftreten eines Verbs im Prädikat nicht einmal zwingend.
In der Schulgrammatik besteht oft das Ziel, anschauliche Erklärungen des Prädikats anzubieten (etwa: „das Prädikat gibt an, was jemand tut“). Solche Erläuterungen fallen aber darauf zurück, die Bedeutung des Verbs zu beschreiben (und zwar nur des Vollverbs, bei dem es aber auch nicht immer um ein „Tun“ oder „Geschehen“ geht). Die Funktion namens Prädikat, die sich vielmehr in den verschiedenen Arten von Abhängigkeit der Satzglieder zeigt, ist jedoch nicht vollständig auf der Inhaltsebene erfassbar.

## Begriff
Das Prädikat ist generell der zentrale Bestandteil eines Satzes; Ausdrücke ohne Prädikat sind keine Sätze. (Beispielsweise werden die Wörter „Ja“ und „Nein“, die als Antwort auf eine Frage alleinstehend geäußert werden, nur als Satzäquivalente bezeichnet, nicht als Sätze.)
Der Begriff Prädikat kommt allerdings je nach Tradition in zwei unterschiedlichen Bedeutungen vor:
• In der deutschen Grammatik bezeichnet man als Prädikat eine Einheit, die aus einem finiten Verb ggf. zusammen mit weiteren nicht-finiten Verben oder auch bestimmten Elementen anderer Wortart besteht. Die Einteilung sieht man am klarsten nicht in Hauptsätzen, sondern in Nebensätzen, weil dort typischerweise alle Prädikatsbestandteile am Satzende beieinander stehen (im Beispiel ist „hat“ die finite Verbform in der 3. Person Sg. Präsens und „spazieren“ sowie die Partizipform „geführt“ sind infinite Formen).
| … | (Konjunktion) | Adverbial | Subjekt | Objekt   | Prädikat              |
| - | ------------- | --------- | ------- | -------- | --------------------- |
|   | …weil         | gestern   | niemand | den Hund | spazieren geführt hat |

Der entscheidende Punkt ist hier, dass mehrere Verben zuerst zu einer Einheit zusammengefügt werden („zusammengesetztes Prädikat“), bevor Ergänzungen wie Subjekt oder Objekt angeschlossen werden. Diese Eigenheit des Prädikatsbegriffs im Deutschen ist bei Sätzen mit nur einem Verb noch nicht sichtbar. – Im deutschen Hauptsatz können die Bestandteile des Prädikats getrennt auftreten, weil die finite Verbform nach vorne gestellt werden muss; die Bestandteile zählen dennoch weiterhin als eine Einheit. Zum Beispiel:
| Vorfeld | Prädikat (1. Teil) | Adverbial | Subjekt | Objekt   | Prädikat (2. Teil) |
| ------- | ------------------ | --------- | ------- | -------- | ------------------ |
| Es      | hat                | gestern   | niemand | den Hund | spazieren geführt  |

Nach diesem Verständnis des Begriffs Prädikat kann man sagen, dass das Prädikat ein Satzteil ist, dem alle Satzglieder gesammelt gegenüberstehen und von dem sie grammatisch abhängen (also hier als: Objekt, Adverbial, Subjekt). Insofern ist also das Prädikat der Kernbestandteil eines Satzes, und der Gesamtsatz kann vom Prädikat her aufgebaut werden. In Grenzfällen kann ein Satz auch allein aus einem Prädikat bestehen (z. B. in Imperativen: „Komm!“).
• In anderen Traditionen, so in der englischen Grammatik und der formalen Linguistik, kommt auch ein Begriff vor, bei dem Prädikat das Verb zusammen mit allen Ergänzungen außer dem Subjekt bezeichnet (also in vielen Fällen eine Verbalphrase). Dies entspricht auch dem Prädikatsbegriff in der aristotelischen Logik und wird daher in Lateingrammatiken und traditionellen Grammatiken anderer Sprachen oft vorausgesetzt. Prädikat ist hier alles, was über das Subjekt ausgesagt wird („prädiziert wird“). Diese Variante ist also nicht nur grammatisch, sondern auch logisch motiviert, und nur sie ist es eigentlich, in der das Prädikat als „Satzaussage“ bezeichnet werden kann. Für eine englische Entsprechung des obigen Beispiels ergibt sich die folgende Unterteilung:
| Subjekt | Prädikat   | Prädikat | Prädikat  |
| Subjekt | Prädikator | Objekt   | Adverbial |
| ------- | ---------- | -------- | --------- |
| Nobody  | walked     | the dog  | yesterday |

Zur Frage, warum im Englischen oft dieser andere Prädikatsbegriff verwendet wird, siehe den späteren Abschnitt #Deutsch und Englisch im Vergleich; der englische Satz hat in der Tat eine andere grammatische Aufteilung als der deutsche.

## Das Prädikat im Deutschen
Dem heutigen Kenntnisstand der Sprachwissenschaft über die Satzstruktur des Deutschen entspricht die oben zuerst genannte Definition, die das Prädikat nur mit den eigentlich prädikativen Einheiten gleichsetzt, mit dem finiten Verb als Zentrum. In der Schulgrammatik war früher der Prädikatsbegriff an der zweiten, „aristotelischen“ Definition orientiert, er hat sich aber in letzter Zeit in Richtung der ersteren Konzeption gewandelt (wobei man manchmal sogar so weit geht, das Prädikat nur mit dem finiten oder dem valenztragenden Verb zu identifizieren). Die Bezeichnung „Satzaussage“ wurde dennoch meist beibehalten.

### Finite und infinite Verben
Traditionell wird in deutschen Grammatiken oft eine Bedingung ausgesprochen, dass ein Prädikat immer ein finites Verb enthalten müsse. Dies gerät jedoch in Widerspruch dazu, dass bestimmte Infinitivkonstruktionen als eigenständige Nebensätze einzustufen sind (inkohärente Konstruktion des Infinitivs). Wenn es Sätze sind, müssen sie Prädikate enthalten. In neuerer Literatur wird die Existenz von infiniten Prädikaten daher durchaus vorausgesetzt. Im Folgenden werden hier aber nur finite Sätze betrachtet. (Für ein Beispiel eines infiniten Nebensatzes siehe auch den Artikel Um-zu-Satz.)

### Einfache und zusammengesetzte Prädikate
Das Prädikat kann im Deutschen aus einem Wort (einteiliges Prädikat) oder aus mehreren Wörtern bestehen (mehrteiliges Prädikat). Mehrteilige Prädikate können ausschließlich aus Verben oder auch aus Verben und anderen Wortarten bestehen.

#### Einteilige Prädikate
Bei einteiligen Prädikaten liegt nur ein Verb vor, das ein Inhaltswort ist (Vollverb); dieses bestimmt auch, welche Satzglieder mindestens noch benötigt werden. Beispielsweise erfordert das Verb schlafen nur ein Subjekt, während das Verb geben je nach Kontext ein Subjekt und mindestens ein, meist aber zwei Objekte erfordert. Eine Besonderheit des Deutschen ist, dass auch Modalverben (wie müssen, dürfen) manchmal als einziges Verb benutzt werden können, wie unten im vierten Beispiel:
- „Du schläfst.“
- „Die Band gab ein Konzert.“
- „Er gab ihr einen Tipp.“
- „Ich muss nachher noch in die Stadt.“

Im deutschen Aussagesatz steht ein solches einzelnes Verb als Prädikat dann in der Regel an zweiter Stelle im Satz, genauer gesagt in der Position der sogenannten linken Satzklammer. Diese Wortstellungsregel hängt allerdings nicht von der Funktion des Verbs als Prädikat ab, sondern von der Eigenschaft, finite Verbform zu sein (siehe im Artikel V2-Stellung #Herleitung von Verbzweitsätzen), und sie hängt außerdem noch vom Satztyp ab.
Sogenannte trennbare Verben werden nicht als einteiliges Prädikat bezeichnet, sondern als mehrteiliges, auch wenn sie in gewissem Sinn ein einziges Wort darstellen. Der Grund ist die Verteilung auf zwei Positionen, genau wie bei den Beispielen der nachfolgenden Abschnitte:
- „Ich mache die Tür zu.“ („zumachen“ = „schließen“)

Hier zeigt sich ebenfalls, dass in der Zweitposition nicht „das Prädikat“ als solches steht, sondern nur der finite Teil des Prädikats (oder sogar nur des Verbs). Nur bei einteiligen Prädikaten ist der Unterschied zwischen Finitum und Prädikat nicht sichtbar.

#### Mehrteilige Prädikate aus mehreren Verben
Mehrteilige Prädikate, die nur aus Verben bestehen, enthalten neben dem Vollverb noch Hilfsverben oder Modalverben, selten auch ein weiteres Vollverb. Solche mehrteiligen Prädikate erscheinen im deutschen Aussagesatz (als Hauptsatz) auf zwei Positionen verteilt: Das finite Verb besetzt wiederum die zweite Position (linke Satzklammer), dies ist aber nun ein Hilfs- bzw. Modalverb; die übrigen Verben des zusammengesetzten Prädikats stehen getrennt davon, normalerweise in Endposition, in einer infiniten Form. Infinite Verben erscheinen niemals in der vorgezogenen Position der linken Satzklammer (in der Erstposition davor (Vorfeld) hingegen schon, siehe am Ende dieses Abschnitts).
Beispiele (finiter Prädiktatsteil fett und infinite Prädikatsteile kursiv gesetzt):
- „Ich habe es gefunden.“

zusammengesetztes Prädikat mit Vollverb und Perfekt-Hilfsverb habe
- „Man wird ja sehen.“

Vollverb mit Futur-Hilfsverb wird
- „Wir dürfen heute zum Glück ausschlafen.“

… mit Modalverb dürfen
- „Es wird wohl nicht genehmigt worden sein.“

Modalverb wird, Perfekt-Hilfsverb sein, Passiv-Hilfsverb werden (in der Perfekt-Form worden) und Partizipform des Vollverbs genehmigen (als infinite Verbform in der Passivkonstruktion)
- „Der Hund kam keuchend angerannt.“

zusammengesetztes Prädikat aus zwei Vollverben (die Partizipform keuchend fungiert hier hingegen als Adverbial)
In didaktischen Grammatiken wird dieser Satzbau oft so beschrieben, dass man die Zweitposition des finiten Verbs als Ausgangspunkt nimmt und sagt, dass die restlichen Bestandteile des Prädikats „ans Satzende verschoben werden.“ In der wissenschaftlichen Grammatik ist es aber unstreitig, dass die Endposition des Prädikats die zugrundeliegende ist und dass die Hauptsatzbildung, gerade umgekehrt, in einer Voranstellung des finiten Verbs besteht. (Siehe auch den Artikel V2-Stellung). Die Nebensatzstruktur ist dann einfach die Version ohne Finitum-Voranstellung:
- „…dass es wohl nicht genehmigt worden sein wird.“

Die Abfolge bzw. Hierarchie der Verben am Satzende zeigt auch, welches der Hilfsverben finit sein muss und somit im entsprechenden Hauptsatz nach vorne gestellt wird: Dies ist jeweils das Verb rechts außen in der Folge. (Zu diesen Abhängigkeitsbeziehungen und zu möglichen Umstellungen bei Verben am Satzende siehe: Deutsche Grammatik #Reihenfolge der Verben.) Es ist also nicht nötig, bei der linken Satzklammer verschiedene Typen zu unterscheiden, je nachdem ob ein Passiv-, Perfekt- oder ein anderes Hilfsverb dort steht, und es herrscht auch keine Wahlfreiheit zwischen solchen Typen, wenn es mehrere Hilfsverben gibt.
Die Prädikatsteile, die aus infiniten Verben bestehen, sind im Aussagesatz zusätzlich auch noch umstellbar: Sie können wahlweise auch ins Vorfeld verschoben werden (genauso wie Satzglieder und ggf. zusammen mit solchen; siehe auch: Verbalphrase #Nachweis infiniter Verbalphrasen). Diese Umstellungen lassen sich nur von der End-Position des Prädikats aus systematisch beschreiben:
- „Man wird ja wohl noch fragen dürfen.“

→ „Fragen wird man ja wohl noch __ dürfen.“
oder: „Fragen dürfen wird man ja wohl noch ____.“
- „Wir werden den Opa nicht Auto fahren lassen.“

→ „Auto fahren werden wir den Opa nicht __ lassen.“
oder: „Auto fahren lassen werden wir den Opa nicht ____.“
Hierbei müssen aber immer zusammenhängende untergeordnete Bestandteile des Prädikats herausgezogen werden, eine separate Voranstellung eines inneren Verbs ohne dessen Ergänzung ist nicht möglich:
- Zugrundeliegendes Prädikat: [[ fragen dürfen]  wird ]

Ins Vorfeld voranstellbar: „fragen“ / „fragen dürfen“
Nicht: ?? „Dürfen2 wird1 man ja wohl noch [fragen __2 ] __1.“
- Prädikat: [ [ [Auto fahren] lassen ] werden ]

Voranstellbar: „Auto“ / „Auto fahren“ / „Auto fahren lassen“
Nicht:  ?? „Lassen2 werden1 wir den Opa nicht [Auto fahren __2 ] __1.“

#### Mehrteilige Prädikate mit nichtverbalen Elementen
Auch Ausdrücke, die keine Verben sind, können Teil des Prädikats sein. Dies ist bereits bei den sogenannten Verbalpartikeln der trennbaren Verben der Fall, z. B. „aus“ in „ausfallen“ (ein präpositionsartiger Verbzusatz), „hin“ in „hinfallen“ (ein adverbartiger Verbzusatz) oder „kopf“ in „kopfstehen“ (ein nominaler Verbzusatz). Diese sind allerdings nicht direkt Teil des Prädikats, sondern Teil eines zusammengesetzten Verbs darin. Eine selbständige Positionierung oder Verschiebung der Partikel gegenüber den anderen Prädikatsbestandteilen kommt im Deutschen praktisch nicht vor (vgl. unter  Partikelverb #Trennung im Satz) – im Niederländischen ist dies allerdings möglich. Teile des zusammengesetzten Prädikats sind ferner resultative Adjektive, die oft von Verbalpartikeln kaum zu unterscheiden sind, etwa „leer“ in „(den Teller) leer essen / leeressen“.
Substantive oder andere Verbergänzungen in Funktionsverbgefügen stehen im Inneren des Prädikats, werden aber auch dann manchmal als Satzglieder bezeichnet.
- „… dass man Rücksicht nehmen muss“

Hier sind auch komplexe Ausdrücke möglich; im folgenden Beispiel eine Verbindung aus der Präposition „in“ und Substantiv:
- „nachdem ich für die Vormittagspredigt bereits die Hilfe eines benachbarten Geistlichen hatte in Anspruch nehmen müssen (…)“ (Eduard Mörike)

Sätze mit Kopulaverben können verschieden gegliedert werden. Im ersten Beispiel unten sieht man, dass das Adjektiv mit der Kopula („war / bin gewesen“) ein zusammengesetztes Prädikat bildet, und das, was sinngemäß die Ergänzung des Adjektivs sein müsste, dem Gesamtprädikat gegenübersteht (eine Kohärente Konstruktion):
- „…obwohl ich mit dem Ergebnis zufrieden gewesen bin.“
- „…obwohl ich zufrieden gewesen bin [mit dem Ergebnis].“
- „[Mit dem Ergebnis] bin ich zufrieden gewesen.“

Es ist aber auch möglich, das Adjektiv und seine Ergänzung zusammenzufassen und dies der Kopula gegenüberzustellen:
- „… obwohl ich [mit dem Ergebnis zufrieden] gewesen bin.“
- „[Mit dem Ergebnis zufrieden] bin ich nicht gewesen.“

In der Dudengrammatik von 2009 wird die Adjektivphrase „(mit …) zufrieden“ dann als Satzglied aufgefasst, das außerhalb des Prädikats steht.

### Inhaltliche Bestimmungsversuche
Inhaltliche Bestimmungsversuche, wie sie besonders in Schulbüchern häufig sind, liefern keine systematische Erklärung für den Begriff Prädikat – etwa wenn formuliert wird: „Das Prädikat drückt aus, was getan wird oder geschieht.“
Zum ersten sind Bedeutungseigenschaften nicht unabhängig für das Prädikat als solches bestimmbar, sondern entsprechen einfach der Bedeutung der vorkommenden Verben. Eine Aufzählung von Bedeutungstypen ist dann nicht einfach zu erstellen, denn die möglichen Verbbedeutungen sind äußerst vielfältig und es geht keineswegs immer um ein Geschehen:
- „Dirk nimmt den Datenhelm.“ (Handlung/Geschehen, da „etwas nehmen“ hier eine Handlung bezeichnet)
- „Der Ball ist rund.“ (Zustand oder Eigenschaft, aufgrund der Bedeutung von Kopulaverb + Adjektiv)
- „Das Auto wiegt nur 700 kg.“ (Bestimmung eines Messwerts, aufgrund des Verbs „wiegen“)
- „Es könnte gleich regnen.“ (Angabe einer Möglichkeit, aufgrund des Modalverbs „könnte“)

Solange auf die vom Verb ausgedrückten Inhalte abgestellt wird, wäre der Begriff Prädikat nicht eigens erforderlich.
Ein zweites Problem besteht darin, auf welchen Bereich des Satzes man sich mit Prädikat oder Satzaussage bezieht. Die Wortherkunft von „Prädikat“ (lat. praedicare) entstammt der Vorstellung, dass das Prädikat eine Aussage macht (und zwar über einen Gegenstand, das Subjekt). Diese Wortherkunft bezieht sich jedoch auf die Logik des Aristoteles, nicht auf die Satzstruktur des Deutschen. Im Deutschen umfasst das Prädikat nur einen sehr engen Bereich von Satzteilen um das finite Verb herum (siehe die genauere Begründung im nächsten Abschnitt). Eine Aussage des Satzes, oder auch eine Beschreibung eines Geschehens, ist oft nicht allein durch das Prädikat in diesem engen grammatischen Sinn gegeben, sondern nur im Zusammenspiel mit den Ergänzungen, die vom Prädikat abhängen, erkennbar. Es trifft zwar zu, dass die Wortbedeutung vieler Verben eine Eigenschaft von Ereignissen ausdrückt, aber nicht, dass dies schon „die (komplette) Beschreibung“ eines Ereignisses sein müsste. Beispielsweise ergeben sich mit dem Verb „brechen“ sehr verschiedene Arten des Geschehens je nachdem, ob es heißt „das Brot brechen“, „einen Rekord brechen“ oder „ein Versprechen brechen“.
Das Prädikat eines Satzes (im Sinne der deutschen Grammatik) erscheint dementsprechend auch nicht separat als Antwort auf eine Frage nach der Art eines Geschehens:
- „Was tut Dirk“? – „Er nimmt den Datenhelm“ / „Den Datenhelm nehmen“ / ?? „Nimmt.“ / ?? „Nehmen.“

Die Antwort auf eine Frage nach einem Geschehen besteht meist sogar in einem vollständigen Satz.

### Das Prädikat als Satzglied?
In einigen älteren Grammatiken des Deutschen wird das Prädikat als ein „Satzglied“ bezeichnet (z. B. von Helbig & Buscha). Dies kann dadurch motiviert werden, dass es einen unmittelbaren Bestandteil in der Aufteilung des Satzes darstellt, wie auch in der Tabellendarstellung weiter oben unter #Begriff. Zu beachten ist aber, dass diese Redeweise mit der heute üblichsten Definition von Satzglied nicht vereinbar ist, nämlich als ein Satzteil, der vom Prädikat abhängt und ins Vorfeld verschiebbar ist. (Auch wenn Teile des Prädikats ins Vorfeld verschiebbar sind, gilt es nicht für „das Prädikat“ als ganzes.) Von vielen Autoren wird das Prädikat daher ausdrücklich nicht als Satzglied bezeichnet.
Auch der Fragetest, der im vorhergehenden Abschnitt angesprochen wurde, zeigt, dass das Prädikat sich anders verhält als die Satzglieder: Das Prädikat im Sinn der deutschen Grammatik ist nicht separat erfragbar, im Gegensatz zu den eigentlichen Satzgliedern, für die klare Fragetests existieren (siehe den Artikel Ergänzungsfrage). Eine zu den Satzgliedtests analoge „Frageprobe“ für das Prädikat (in der Form „Was tut…?“) wird daher auch in der didaktischen Fachliteratur kritisch gesehen.

## Deutsch und Englisch im Vergleich
Die Existenz von zwei verschiedenen Definitionen von Prädikat ist nicht willkürlich, sondern der Prädikatsbegriff der germanistischen Tradition zielt auf eine Besonderheit der deutschen Grammatik, nämlich dass die Verben des Deutschen sich zu einem sogenannten komplexen Prädikat (zusammengesetzten Prädikat) zusammenfinden können (siehe im Abschnitt #Begriff). Die Syntax der Verben und Hilfsverben im Englischen ist jedoch anders strukturiert, hier verbindet sich jedes Verb bzw. Hilfsverb zunächst mit der gesamten direkt nachfolgenden Ergänzung (im Gegensatz zu einer schulgrammatisch verbreiteten Redeweise, die auch von allen Verben des englischen Satzes zusammengefasst als „dem Prädikat“ spricht).
Dies kann durch Klammerung wie folgt verdeutlicht werden:
```
Deutsch: 
(dass) du den Hund [spazierenführen musst].

Englisch:       
You [must [walk the dog]
]
.
```

Ein Beleg für diesen Unterschied ist, dass im Englischen Adverbien zwischen Verben und Hilfsverben eingeschoben werden können, im Deutschen nicht. Hieraus kann man schließen, dass zwischen den englischen Verben syntaktische Grenzen verlaufen (die in der obigen Klammerung angedeutet sind), zwischen den Verben des deutschen Prädikats jedoch nicht:
```
Englisch: 
The new law 
[may  
          
[have  
        [
been 
 badly 
[formulated
]
]
]
].

          
The new law 
[may  
 possibly 
[have  
 indeed [
been 
 badly 
[formulated
]
]
]
].
```

```
Deutsch: 
(dass) das Gesetz vielleicht        wirklich    schlecht [
formuliert * worden * ist
].
```

(An den Stellen, die durch * markiert sind, kann kein Adverb stehen)
In den englischen Beispielen, so wie You [must [walk the dog]], ist nun eine Zweiteilung des Satzes zu sehen zwischen dem Subjekt You (bzw. The new law) und dem Rest. Dies legt eine „aristotelische“ Auffassung von Prädikat nahe, nämlich als „Satz minus Subjekt“. Diese klassische Zweiteilung des Satzes (die in der Linguistik auch als „S = NP + VP“ notiert wird) ist wiederum in der Grammatik des Deutschen nicht verwendbar, weil häufig das Subjekt nicht dem gesamten Rest als einer Einheit gegenübergestellt werden kann (der dann eine Verbalphrase (VP) bilden würde). Alle Satzglieder des Deutschen hängen vom zusammengesetzten Prädikat als Ganzem ab (die sogenannte Kohärente Konstruktion) und können dabei in den verschiedensten Reihenfolgen auftreten. So kann sich das Nominativsubjekt im Deutschen auch tief im Inneren des Satzes befinden:
| … | …     | Adverbial | Dativobjekt | Subjekt             | Prädikat           |
| - | ----- | --------- | ----------- | ------------------- | ------------------ |
|   | …wenn | gestern   | Kunden      | ein falscher Betrag | genannt worden ist |

Wenn als „Prädikat“  eine Verbalphrase angesetzt werden soll, erfordert dies, dass das Subjekt außerhalb davon steht, weil nur in diesem Fall eine solche Einheit über das Subjekt „prädiziert“ wird.

## Prädikate ohne Verb
In manchen Sprachen können reguläre Sätze gebildet werden, ohne dass ein Verb darin erscheint. Ein Beispiel hierfür ist das Russische. Anders als im Deutschen muss dort im Präsens kein Kopulaverb wie das deutsche sein erscheinen, sondern Adjektive oder Substantive können alleine in prädikativer Funktion stehen. Das Adjektiv hat im Russischen eine spezielle Form für den prädikativen Gebrauch. Beispiele:
```
Он инженер.

On inžener
     „Er (ist) Ingenieur.“
Инженер болен.

Inžener bolen
  „(Der) Ingenieur (ist) krank.“
```

Vergleiche aber:
```
больной инженер

boľnoj inžener
  „(der) kranke Ingenieur“
```